# 히라사와 마키
히라사와 마키(平澤 真希)는 일본의 피아니스트, 작곡가이다. 나가노현 이나시 출신이다.

## 이력
대기업 임원등을 역임한 히라사와가의 장녀로 태어남. 3살 때부터 피아노를 시작해 각종 피아노 콩쿠르에 입상. 이나키타고교를 졸업후, 동경음악대학에 입학. 재학 중에 카롤 시마노프스키의 음악에 강한 영향을 받음.
1993년 키리시마국제음악제 그랑프리 수상. 이 때 음악제 심사위원으로써 내국해있던 폴란드의 유명피아니스트 레기나 스메친안카 (쇼팽 대학원학장등 역임) 에게 재능을 인정받아 쇼팽음악원(현 쇼팽 음악대학원)에 장학생으로 유학. 시마노프스키의 작품을 중심으로 피아노솔로, 바이올린듀오, 협주곡 등, 폭넓은 레파토리를 습득하여 재학 중에 폴란드 각지에서 연주활동을 한다. 수많은 국제음악제에 출연. 쇼팽음악대학원 최우수 수석졸업.
일본, 폴란드, 프랑스, 네덜란드, 우크라이나, 쿠웨이트, 필리핀 등 세계각지에서 연주활동을 하여 매력적이며 유례없는 음악적개성과 독창성을 가진 피아니스트라고 평가받고 있다. TV, 라디오 (폴란드제1TV, NHK-FM 등) 에 출연. 거장음악가들의 파트너로서 실내악 연주자로서도 2009년까지 매년 세계각지에서 리사이클을 열고 있다.
이제까지 CD「쇼팽 사후의 폴란드 음악」,「Passion the Piano」,「쇼팽 실내악곡전주집」(콘스탄티 크루카, 안제이 브루벨 과의 공연)을 발해함. 폴란드 에서도 아픈 아이들을 위해 활동하는 단체에 가입해 웃음과 음악을 제공해 사회복지에도 힘을 쓰고 있다. 연주는 전신을 쓰는 시각적인 연주법으로, 역동의 피아니스트 라고도 불리며 주목받고 있다. 2010년 설날 인터넷TV 「FM미나미아오야마 정월특별방송 히라사와마키 주옥의 피아노 콘서트」에 출연. 세계각지에서 시청하여 1주일간의 방송예정이 1개월간의 롱런 방송이 되는 큰 인지도를 보였다.
2010년부터 일본에서의 활동을 늘려, 우에노・동경문화회관에서 10월16일, 타카사키 시티 갤러리홀에서 10월 18일 콘서트투어를 하며 강의콘서트 “조국에 대한 사랑”시리즈「폴란드 쇼팽 후의 음악」이라는 제목을 붙여 ◆타르티니 / 바이올린 소나타 G단조 op.3 「악마의 트릴」, ◆베토벤 / 바이올린 소나타 제5번 F장조 op.24 「봄」, ◆시마노프스키 / 바이올린소나타 D단조 op.9, ◆비에니아프스키 / 화려한 폴로네이즈 제1번 D장조 op.14、 ◆비에니아프스키 /레겐데 (전설곡） op.17, ◆비에니아프스키 / 스케르초 타란텔라 op.16 등을,폴란드의 문화훈장 수상 바이올리니스트 콘스탄티 크루카와 함께 공연, 청중에게 큰 감동을 주는 등 각지에서 콘서트를 하며, 배우 야마모토 케이와 함께하는 콘서트를 시작해 민영방송들에서 정력적으로 TV콘서트를 하고 있다. 또, 콘서트의 라이브, 히라사와 마키의 자작곡을 중심으로 5년간에 걸쳐서 DVD제작도 진행하고 있다. 平澤音楽事務所(히라사와 음악사무소)소속.

## 부분링크
- 히라사와 마키 - 공식 웹사이트

동영상
- (피아니스트)/ 야마모토 케이(배우)대담2010.11.3 ~방송* 피아노 콘서트 「사원부터 쇼팽이 들린다」편　https://www.youtube.com/watch?v=CXBgUsZ2xJc
- Maki Hirasawa/(p)/Konstanty Kulka(v) / 헨리크 비에니아프스키,Henryk Wieniawski 　쿠야비아크　https://www.youtube.com/watch?v=i0BMYNjurrA
- Maki Hirasawa 쇼팽／녹턴8번 변D장조 작품27－2 No.8 Chopin Nocturne Des dur op.27-2 https://www.youtube.com/watch?v=mif1r7ittJY
- Maki Hirasawa 쇼팽／영웅폴로네즈 변A장조 작품53 Polonaise As-Dur Op.53 Chopin / Polonaise No.6 As-Dur op 53 "Heroique"
- 쇼팽／혁명의 에튀드 C단조 작품10－12Chopin/Etude c-moll Op.10-12 2010,11,3～ ＴＳＢ등방송　 https://www.youtube.com/watch?v=IBK5vru6KDU